# Ed Blackwell
Ed Blackwell (10. října 1929 New Orleans – 7. října 1992 Hartford) byl americký jazzový bubeník. V roce 1960 se přestěhoval do New Yorku a stal se členem kvartetu Ornette Colemana, se kterým spolupracoval až do počátku sedmdesátých let. během své kariéry vydal i několik alb pod svým jménem a hrál s dalšími hudebníky, mezi něž patří například Don Cherry, Archie Shepp, Yoko Ono, Albert Heath, Steve Coleman, Dewey Redman nebo Eric Dolphy. V letech 1976–1987 byl členem souboru Old and New Dreams. Zemřel na selhání ledvin několik dní před svými třiašedesátými narozeninami.